# NaviDrive
 (juin 2012).
Si vous disposez d'ouvrages ou d'articles de référence ou si vous connaissez des sites web de qualité traitant du thème abordé ici, merci de compléter l'article en donnant les références utiles à sa vérifiabilité et en les liant à la section « Notes et références ».
NaviDrive est un système commandé par la voix réunissant une radio, un lecteur CD, un téléphone et un système de navigation GPS.  Il comprend une fonction spéciale pour lire des messages textes et également des boutons dédiés aux appels d'urgence et au service d'assistance (à qui la position de la voiture peut être directement transmise).

## Description
Ses principales caractéristiques sont :
- Écran monochrome ou couleur de 7"
- Système de navigation GPS
- Radio, lecteur CD MP3 et chargeur de 6 CD
- Téléphone mains libres GSM bi-bande
- Lecture de texte (lecture de messages SMS)
- Reconnaissance vocale
- Information trafic en temps réel (RDS-TMC)

## Fonction urgence
Dans certains pays (France, Allemagne, Espagne, Italie, Belgique, Pays-Bas et Luxembourg), en cas d'accident (en pressant un bouton ou automatiquement quand le coussin gonflable de sécurité (« airbag ») se déclenche), le système envoie un message texte avec la position exacte du véhicule délivrée par le GPS puis un appel à une plate-forme d'assistance téléphonique qui reçoit la position et l'appel. Cette plate-forme détermine le genre d'urgence (médicale, accident, feu…) en posant quelques questions et envoie sur place le service d'urgence approprié sur le lieu indiqué par le GPS.

## Véhicules équipés
On le retrouve sur les véhicules Citroën (C8, C6, C5, C4, C3 et C2).